# アンドリュー・ニコルソン
アンドリュー・ファビアン・ニコルソン（Andrew  Fabian Nicholson、1989年12月8日 - ）は、カナダのプロバスケットボール選手。オンタリオ州ピール地域ミシサガ出身。ポジションはパワーフォワード。206cm、113kg。

## 経歴

### ハイスクール
当初はベースボールプレーヤーであったが、体格と運動能力の向上に伴い、バスケットボールプレーヤーへ転向し、高学年になり注目を集めるプレーヤーとなった。2007年と2008年に トロントの高校オールスター に選ばれ、5つのトーナメントでMVPを獲得した。

### カレッジ
セントボナベンチャー大学で2008年から4シーズンプレーした。

#### カレッジ個人成績
| シーズン  | チーム                   | GP  | GS  | MPG  | FG%  | 3P%  | FT%  | RPG | APG | SPG | BPG | PPG  |
| --------- | ------------------------ | --- | --- | ---- | ---- | ---- | ---- | --- | --- | --- | --- | ---- |
| 2008–09   | セントボナベンチャー大学 | 30  | 25  | 25.1 | .602 | .000 | .613 | 6.0 | .2  | .6  | 2.7 | 12.5 |
| \|2009–10 | セントボナベンチャー大学 | 30  | 30  | 30.2 | .564 | .000 | .760 | 7.1 | .5  | .2  | 1.8 | 16.4 |
| 2010–11   | セントボナベンチャー大学 | 31  | 31  | 33.8 | .571 | .261 | .711 | 7.3 | 1.0 | .5  | 1.5 | 20.8 |
| 2011–12   | セントボナベンチャー大学 | 32  | 32  | 30.1 | .571 | .434 | .776 | 8.4 | 1.0 | .7  | 2.0 | 18.5 |
| Career    |                          | 123 | 118 | 29.9 | .575 | .377 | .720 | 7.2 | .7  | .5  | 2.0 | 17.1 |

### NBA

#### オーランド・マジック(2012-2016)
2012年のNBAドラフトでオーランド・マジックに全体19位で指名を受け、NBAプレーヤーとなった。初めてのサマーリーグで、24得点、12リバウンドのダブル・ダブルを記録し、、2012年11月2日のデンバー・ナゲッツ戦でデビューし2得点、2リバウンド、1アシスト、1ブロックを記録した。12月21日に、グレン・デイビスの負傷欠場により、トロント・ラプターズ戦で初のスターターを務め、6 得点、4 リバウンド、1 アシスト、1 スティールを記録した。初のダブル・ダブルは2月1日のボストン・セルティックス戦で14得点、10リバウンドの記録で達成している。しかし、マジックでの4シーズンは然したる活躍が出来なかったこともあり、2016年6月にマジックからクオリファイング・オファーを提示しないことを告げられ、完全FAとなった。

#### ワシントン・ウィザーズ(2016-2017)
2016年7月3日、ワシントン・ウィザーズと4年2600万ドルの契約を結んだ。

#### ブルックリン・ネッツ(2017)
2017年2月23日、ボヤン・ボグダノヴィッチとのトレードでブルックリン・ネッツに放出された。
2017年7月25日、アレン・クラブとのトレードでポートランド・トレイルブレイザーズに放出され、8月30日に解雇された。

### 東アジアでのキャリア(2017-)
2017年9月4日、広東宏遠華南虎籃球倶楽部 (広東サザンタイガース) と契約した。

## NBA career statistics

### Regular season
| シーズン | チーム               | GP  | GS | MPG  | FG%  | 3P%  | FT%  | RPG | APG | SPG | BPG | PPG |
| -------- | -------------------- | --- | -- | ---- | ---- | ---- | ---- | --- | --- | --- | --- | --- |
| 2012–13  | オーランド・マジック | 75  | 28 | 16.7 | .527 | .000 | .798 | 3.4 | .6  | .3  | .4  | 7.8 |
| 2013–14  | オーランド・マジック | 76  | 5  | 15.4 | .429 | .315 | .825 | 3.4 | .3  | .2  | .3  | 5.7 |
| 2014–15  | オーランド・マジック | 40  | 3  | 12.3 | .437 | .317 | .600 | 2.1 | .6  | .2  | .3  | 4.9 |
| Career   |                      | 191 | 36 | 16.0 | .474 | .315 | .778 | 3.1 | .5  | .3  | .4  | 6.4 |